# Малиновка (Винницкая область)
Мали́новка (укр. Малинівка) — село на Украине, находится в Литинском районе Винницкой области.
Код КОАТУУ — 0522484601. Население по переписи 2001 года составляет 707 человек. Почтовый индекс — 22360. Телефонный код — 4347.
Занимает площадь 0,23 км².
В селе действует храм Рождества Пресвятой Богородицы Литинского благочиния Винницкой епархии Украинской православной церкви.

## Адрес местного совета
22360, Винницкая область, Литинский р-н, с. Малиновка, ул. Зализнякова